# Storia dei Miami Dolphins

Il logo dei Dolphins

I Miami Dolphins sono un club di football americano professionistico nato nel 1965 con sede a Miami. Questa voce approfondisce la storia della franchigia dal 1960 ad oggi.

## Origini
La prima franchigia professionistica di football americano a Miami e dello Stato della Florida furono i Miami Seahawks. I Seahawks entrarono nella All-America Football Conference (AAFC) durante la sua stagione inaugurale del 1946, la prima franchigia di una lega maggiore ad aver sede a Miami. Condizionati da un calendario difficoltoso, basse vendite al botteghino e una grossa quantità di debiti accumulati, i Seahawks vennero confiscati dalla lega alla fine della prima stagione.

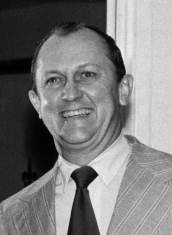
Il fondatore Joe Robbie

Il logo dei Dolphins utilizzato, con lievi modifiche, dalla fondazione fino al 2012

La Florida non avrebbe più avuto una franchigia professionistica per quasi altri vent'anni. Nel 1965 un gruppo di Atlanta fece richiesta per ottenere una franchigia sia nella American Football League che nella NFL, agendo esclusivamente per proprio conto e senza aver i diritti su uno stadio. Gli uomini d'affari locali lavorarono per giungere a un accordo e il 7 giugno 1965 la AFL assegnò i diritti della franchigia, condizionati alla possibilità di trovare uno stadio. Il Commissioner della NFL Pete Rozelle, che fino a quel momento si era interessato poco alla questione, fu preso in contropiede dall'interesse della AFL, decidendo di prendere il primo volo per Atlanta per bloccare il progetto della lega rivale ad Atlanta. Rozelle costrinse la città a scegliere tra una delle due leghe. IL 30 giugno, la città scelse Rankin Smith e la NFL.
Quando Atlanta si tirò indietro, la American Football League assegnò una franchigia di espansione all'avvocato Joseph Robbie e all'attore Danny Thomas per 7,5 milioni. Robbie inizialmente avrebbe voluto stabilire la squadra a Philadelphia, ma il commissioner della AFL Joe Foss suggerì di puntare su Miami per il suo miglior clima, la crescita della popolazione e la mancanza di una squadra di football. Thomas alla fine vendette la sua quota della squadra a Robbie. Fu tenuto un concorso per scegliere il nome della nuova franchigia della AFL di Miami. Un totale di 19.843 di persone parteciparono con un migliaio di nomi. Dodici finalisti vennero posti all'attenzione di un comitato di sette persone provenienti dai media locali. Tali nomi inclusero Mariners, Marauders, Mustangs, Missiles, Moons, Sharks e Suns. Il nome vincente, "Dolphins," era stato suggerito da 622 votanti. Robert Swanson di West Miami vinse un abbonamento a vita per le gare dei Dolphins quando il suo suggerimento predisse il risultato della gara di football del 1965 tra l'Università di Notre Dame e la University of Miami, un pareggio zero a zero.

## Primi anni (1966-1969)
Il 2 settembre 1966, davanti ad una folla di 26.776 tifosi giunti al Miami Orange Bowl, i Dolphins disputarono la loro prima partita della stagione. Joe Auer ritornò il kickoff di apertura per 95 yard in touchdown, segnando i primi punti della storia del club. Tuttavia, i Dolphins uscirono sconfitti dalle mura amiche, piegati per 23-14 dagli Oakland Raiders. La formazione della Florida non riuscì a vincere un incontro fino al 16 ottobre, data in cui sconfissero per 24-7 i Denver Broncos. Da ricordare, in quella partita, un lungo passaggio del quarterback George Wilson Jr. per Billy Joe, che questi trasformò in una galoppata vincente da 67 yard. La prima stagione di vita della franchigia si chiuse con un record di 3-11.
Nel primo draft in comune tra NFL ed AFL, i Dolphins selezionarono il quarterback Bob Griese dall'Università Purdue, con la quarta scelta assoluta. Griese fu gettato subito nella mischia, quando il titolare John Stofa si ruppe la caviglia il 17 settembre, all'esordio contro i Broncos. Griese prese il suo posto e guidò i Dolphins alla vittoria per 35-21. Ciononostante, anche quell'anno si chiuse con un record negativo di 4-10.
Nel Draft NFL 1968, i Dolphins utilizzarono l'ottava scelta assoluta per il running back All America dalla Syracuse University, Larry Csonka. La squadra migliorò il proprio record finale, salendo a 5-8-1, mentre Bob Griese stabilì il record di franchigia con 2.473 yard passate, 186 passaggi completati e 21 touchdown.
Nel 1969 i Dolphins misero a segno due ottimi colpi, aggiudicandosi due futuri Hall of Famer: prima acquisirono il linebacker Nick Buoniconti dai Boston Patriots e pochi mesi più tardi la guardia Larry Little dai San Diego Chargers. Nonostante queste buone mosse, i Dolphins rallentati dagli infortuni; tra i più colpiti, Bob Griese, che saltò gran parte della stagione a causa di un problema al ginocchio. La squadra terminò con un record di 3-10-1 che condusse al licenziamento del coach George Wilson.

## L'arrivo di Don Shula e le vittorie dei Super Bowl (1970-1973)

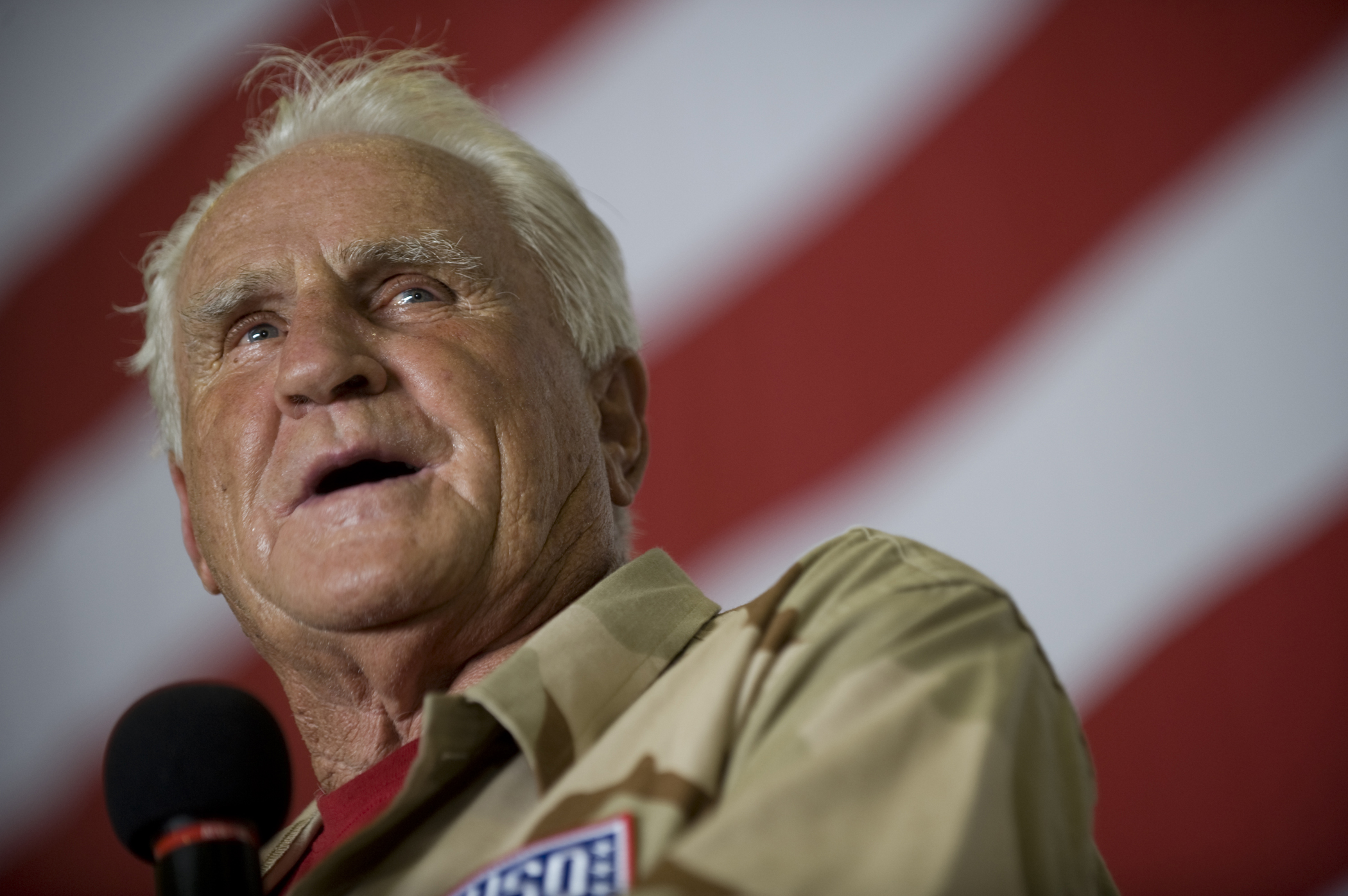
Don Shula allenò i Dolphins per ben 26 stagioni.

Nel 1970 i Dolphins cedettero la loro prima scelta al draft ed ingaggiarono Don Shula come nuovo allenatore capo. Shula era stato un allenatore di successo con i Baltimore Colts, che aveva portato fino al Super Bowl III, perso a sorpresa contro i New York Jets di Joe Namath. Shula si presentò alla stampa di Miami affermando di non possedere alcuna formula magica e che l'unico modo che conoscenza per fare diventare una squadra di successo sarebbe stato attraverso il lavoro duro. I primi training camp di Shula con i Dolphins sarebbero stati fisicamente massacranti, ma i suoi metodi pagarono dividenti immediati dal momento che la squadra terminò con un record di 10–4 e raggiunse i suoi primi playoff, perdendo 21–14 a Oakland.
Nel 1971, guidati dal quarterback Bob Griese e dal wide receiver Paul Warfield, i Dolphins si qualificarono per i playoff, in cui nel divisional round incontrarono i Kansas City Chiefs. Per tutto l'incontro, i Dolphins non riuscirono a fermare il running back avversario Ed Podolak. Tuttavia, i ragazzi di Shula seppero restare in partita, rimontando ogni volta che i Chiefs si erano portati in vantaggio e portando l'incontro ai supplementari sul 24-24. Nell'overtime, entrambe le squadre fallirono grandi opportunità di mettere fine alla partita, costringendole a un secondo supplementare nel quale i Dolphins riuscirono ad imporsi per 27-24, grazie ad un field goal da 37 yard di Garo Yepremian. La partita, con i suoi 82 minuti e 40 secondi, è tuttora la più lunga nella storia NFL. La settimana successiva, nella finale dell'American Football Conference, i Dolphins ospitarono i Baltimore Colts, vincendo alla grande, per 21-0 davanti 78.629 spettatori all'Orange Bowl. Il touchdown della svolta giunse con il ritorno di un intercetto da 62 yard, messo a segno dalla safety Dick Anderson. La franchigia si qualificò così per il Super Bowl VI che la vide opposta alla formazione dei Dallas Cowboys, molto più esperta, che vinse facilmente per 24-3.

### 1972: la stagione perfetta
Nel 1972, i Dolphins partirono con l'obiettivo di vincere il campionato, sfuggito nel Super Bowl dell'anno precedente. La formazione di Miami iniziò la stagione a Kansas City, dove, portatasi in vantaggio per 20-0, resistette al ritorno avversario, chiudendo sul 20-10 nella prima gara mai disputata all'Arrowhead Stadium. Nell'esordio casalingo, i Dolphins superarono per 34-13 gli Houston Oilers, mentre nella terza giornata i Dolphins batterono in rimonta i Minnesota Vikings segnando 10 punti nell'ultimo quarto, iniziato in svantaggio per 14-6, portando così il record parziale sul 3-0. Il record migliorò ulteriormente una settimana dopo, con la vittoria per 27-17 sui Jets allo Shea Stadium.
Nella quinta settimana, i Dolphins videro i loro sogni di gloria messi a serio repentaglio quando Bob Griese si ruppe una gamba nella sfida casalinga contro i Chargers. Tuttavia, il quarterback di riserva Earl Morrall, acquisito a inizio stagione, si fece trovare pronto e trascinò i Dolphins alla vittoria per 24-10. Morrall sostituì Griese per tutto il resto della stagione regolare. Una settimana più tardi, contro i Buffalo Bills, i Dolphins dovettero nuovamente rimontare nell'ultimo quarto, imponendosi per 24-23 per la sesta vittoria. La settimana giunse per 23-0 sui Colts a Baltimora.

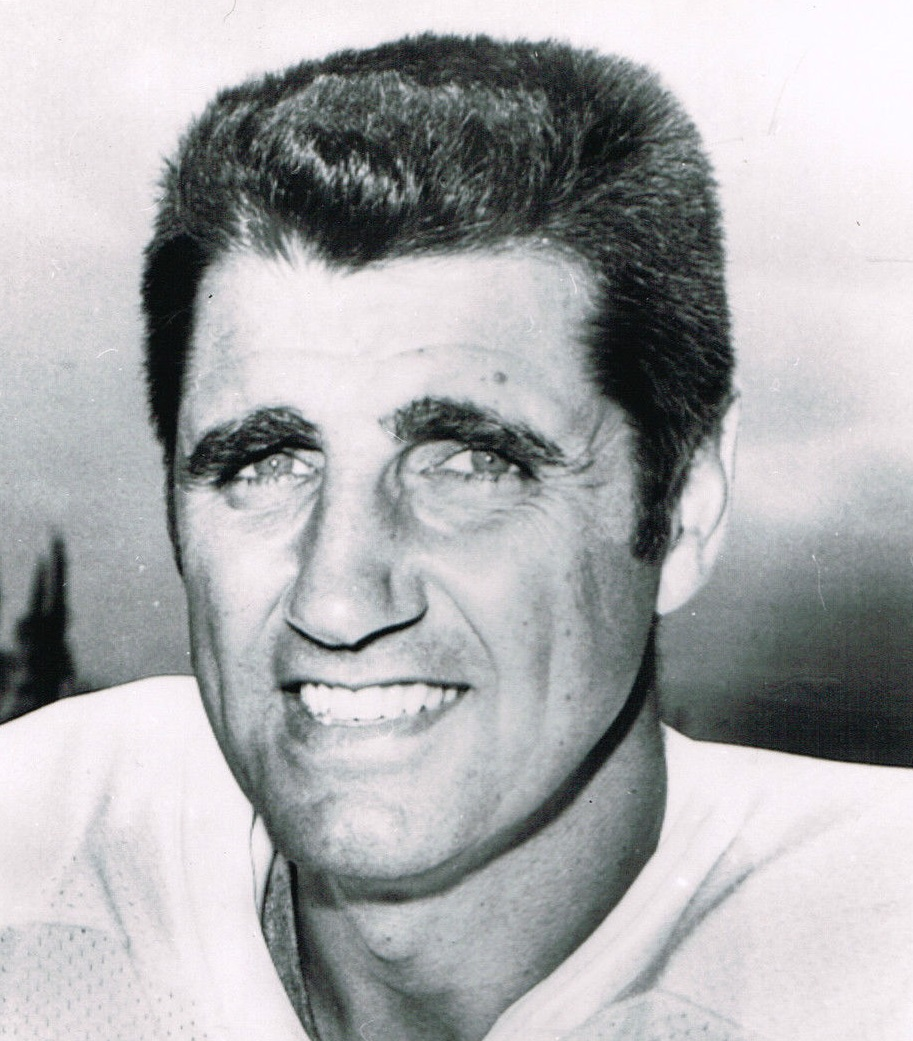
Earl Morrall giocò come titolare 11 gare su 17 della stagione perfetta del 1972.

Nella settimana 8, Miami sfidò nuovamente i Bills a Buffalo, ma stavolta non dovette faticare troppo, superando i padroni di casa per 30-16.
La nona giornata vide i Dolphins superare con un devastante 52-0 i malcapitati New England Patriots all'Orange Bowl. Sul record 9-0, i Dolphins erano ancora imbattuti ma, guidati da una riserva, era opinione diffusa che la prima sconfitta fosse solo una questione di tempo. Nel turno 10, l'Orange Bowl fu il teatro di una sfida tiratissima contro i Jets, che vide i Dolphins spuntarla per 28-24. La formazione di Shula salì a un record di 11-0 con un'altra vittoria casalinga contro i Cardinals, battuti per 31-10.
I Dolhins giunsero così a dicembre ancora imbattuti, dopo aver superato nuovamente i Patriots per 37-21 a Foxboro. Nella settimana 13, allo Yankee Stadium di New York, i Dolphins si imposero sui Giants nell'ultimo quarto, grazie a 2 field goal di Garo Yepremian, che fissarono il punteggio sul 23-13. Con 13 vittorie già in carniere, ai Dolphins bastava ancora un successo per chiudere la stagione senza sconfitte. Vittoria che arrivò puntuale quando i Dolphins batterono per 16-0 i Colts all'Orange Bowl.

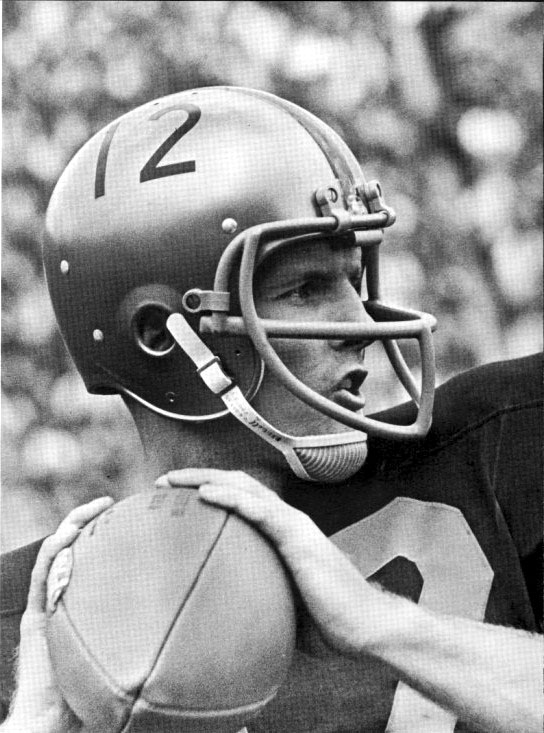
Bob Griese fu il quarterback dei due Super Bowl vinti dai Dolphins.

Imbattuta, Miami iniziò i playoff affrontando i Cleveland Browns nel divisional round. I Dolphins si portarono rapidamente sul 10-0, ma la difesa dei Browns serrò i ranghi, impedendo agli avversari di mettere punti a referto fino all'ultimo quarto. Dopo un field goal di Yepremian, che portò il punteggio sul 13-0, i Dolphins subirono un inaspettato uno-due dei Browns, che si portarono in vantaggio sul 14-13 nell'ultima frazione di gioco. Negli ultimi secondi, Jim Kiick riuscì a mettere a segno un touchdown dopo una corsa da 8 yard, dando ai Dolphins la vittoria per 21-14 e all'accesso alla finale della AFC. Nel 1972, il vantaggio campo non era deciso in base al miglior record quindi i Dolphins dovettero affrontare una difficile trasferta fino al Three Rivers Stadium di Pittsburgh contro gli Steelers. I Dolphins apparvero subito in difficoltà andando in svantaggio 7-0 ad inizio gara, ma riuscirono a pareggiare prima dell'intervallo. Quando gli Steelers ripassarono in vantaggio per 10-7, Don Shula gettò nella mischia il rientrante Bob Griese al posto di Earl Morrall. Ciononostante i Dolphins non riuscirono a cambiare marcia e Shula lanciò il punter Larry Sieple che corse per 17 yard, conquistando un insperato primo down, dal quale partì la rimonta. Due touchdown di Jim Kiick diedero ai Dolphins il vantaggio che conservarono fino alla fine, imponendosi per 21-17 e diventando la prima squadra della storia della AFC a partecipare a 2 Super Bowl consecutivi.
Nel Super Bowl VII, i Washington Redskins erano considerati favoriti. La difesa della squadra di Shula rallentò però l'attacco dei Redskins per tutto l'incontro, limitandoli a sole 87 yard guadagnate su passaggio e 228 totali. I Dolphins si portarono sul 14-0, vantaggio che mantennero fino all'ultimo quarto quando, su un field goal di Garo Yepremian che avrebbe potuto portare il punteggio 17-0, il calcio venne intercettato e ritornato in touchdown da Mike Bass, accorciando il risultato a 14-7. La difesa di Miami si dimostrò però impenetrabile e i Dolphins divennero la prima squadra NFL a disputare una "stagione perfetta", rimanendo imbattuti sia nella stagione regolare che nei playoff, chiudendo con uno storico record complessivo di 17-0. Jake Scott, che intercettò 2 passaggi, venne nominato MVP del Super Bowl.

### 1973: secondo Super Bowl consecutivo

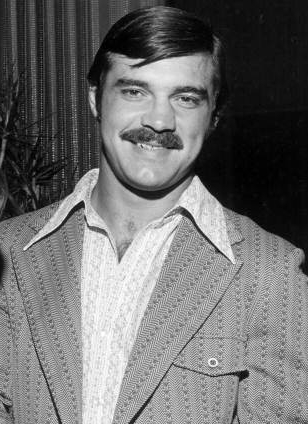
Il running back Larry Csonka, MVP del Super Bowl VIII.

Dopo una stagione straordinaria, nel 1973 era opinione comune che i Dolphins fossero una formazione ancora migliore dell'anno precedente, ma la caccia alla seconda “perfect season” terminò prestissimo: nella settimana 2 i Dolphins vennero infatti sconfitti dai Raiders a Berkley, California. I ragazzi di Shula chiusero la stagione regolare sul 12-2. Tra i momenti da ricordare, la partita casalinga del 30 settembre contro New England, nella quale il running back Mercury Morris corse 197 yard e 3 touchdown (da 24, 70, e 35 yard), che trascinarono i Dolphins alla vittoria per 44-23. L'11 novembre i Dolphins lasciarono a secco i Colts per la quarta volta di fila (44-0). La squadra chiuse la stagione regolare con il successo per 34-7 sui Detroit Lions: in quell'incontro, Paul Warfield mise a segno 4 touchdown su ricezione. La vittoria portò il bilancio dei Dolphins sul 26-2 in due anni, miglior record NFL per tale arco temporale. I Dolphins affrontarono i Cincinnati Bengals nel divisional round dei playoff, superandoli agevolmente col punteggio di 34-16 ed approdando alla finale della AFC. In quell'incontro, i Dolphins si trovarono nuovamente opposti ai Raiders che avevano posto fine alla loro striscia vincente. Stavolta, però, la partita si disputò tra le mura amiche dell'Orange Bowl, e i Dolphins si vendicarono, piegando gli avversari per 27-10, con 266 yard corse. Miami staccò così il biglietto per il terzo Super Bowl consecutivo, divenendo la prima formazione di sempre a riuscirvi.
Il Super Bowl VIII fu giocato al Rice Stadium di Houston contro i Minnesota Vikings. Il grande protagonista fu Larry Csonka, poi nominato MVP dell'incontro, che corse per 145 yard e mise a segno 2 touchdown, trascinando i Dolphins alla vittoria per 25-7 e al loro secondo Lombardi Trophy consecutivo. I Dolphins divennero così la seconda squadra di sempre a vincere 2 Super Bowl consecutivi. Il gioco sulla corsa ed il controllo della palla furono così schiaccianti che Bob Griese dovette solo completare 6 passaggi su 7 per 73 yard, mentre sul terreno la formazione della Florida guadagnò 196 yard. Nelle 3 gare di playoff, i Dolphins chiusero con un bilancio complessivo di 85 punti segnati e soli 33 subiti.

## Anni post-Super Bowl (1974-1982)
Nel 1974 l'inizio della pre-stagione venne rinviato a causa di uno sciopero. I rapporti difficili tra la NFL ed i giocatori si rivelarono un serio ostacolo per le chance dei Dolphins di conquistare il terzo Super Bowl di fila. A rendere ancor più difficile la situazione ci fu la nascita della World Football League, che attirò a sé diversi giocatori dei Dolphins, tra i quali Larry Csonka. Tuttavia, la formazione della Florida ebbe ancora il running back per la stagione 1974, che iniziò al termine dell'agitazione dei giocatori nel mese di agosto. Ancora una volta, i Dolphins conquistarono il titolo di division con il record di 11-3, vincendo anche la propria 31ª partita consecutiva in casa, un record NFL. Sapendo che quella sarebbe stata l'ultima occasione, a causa della fuga di molti giocatori chiave verso la WFL, i Dolphins volarono ad Oakland per il primo turno di playoff, con l'obiettivo di giungere fino al Super Bowl. La partita fu combattuta, e a soli 26 secondi dal termine, con i Dolphins in vantaggio per 26-21, avvenne la svolta dell'incontro, con l'azione passata alla storia come “The Sea of Hands”: un lancio di Ken “The Snake” Stabler passò attraverso una selva di mani dei giocatori dei Dolphins, fino a giungere tra quelle del wide receiver Clarence Davis, che diede la vittoria ai Raiders per 28-26, mettendo fine al regno dei Dolphins.
Nel 1975, con la partenza di Larry Csonka, i Dolphins persero all'esordio in casa contro i Raiders per 31-21, chiudendo la striscia di 31 successi interni consecutivi. Tuttavia, la formazione della Florida restò competitiva, piegando sia i Jets che i Bills. I Baltimore Colts si rivelarono un ostacolo insormontabile nella corsa ai playoff. Nella prima gara contro i Colts all'Orange Bowl, il 23 novembre, Bob Griese si ruppe un tendine del piede e gli ospiti portarono a casa una facile vittoria. I Dolphins però non mollarono, e guidati da Don Strock in cabina di regia, giunsero all'ultimo turno di campionato proprio contro Baltimore, con la quale si giocavano il primo posto della division. I Dolphins persero per 10-7 ai tempi supplementari e fallirono l'aggancio ai playoff per la prima volta nell'era Shula, nonostante un record di 10-4.

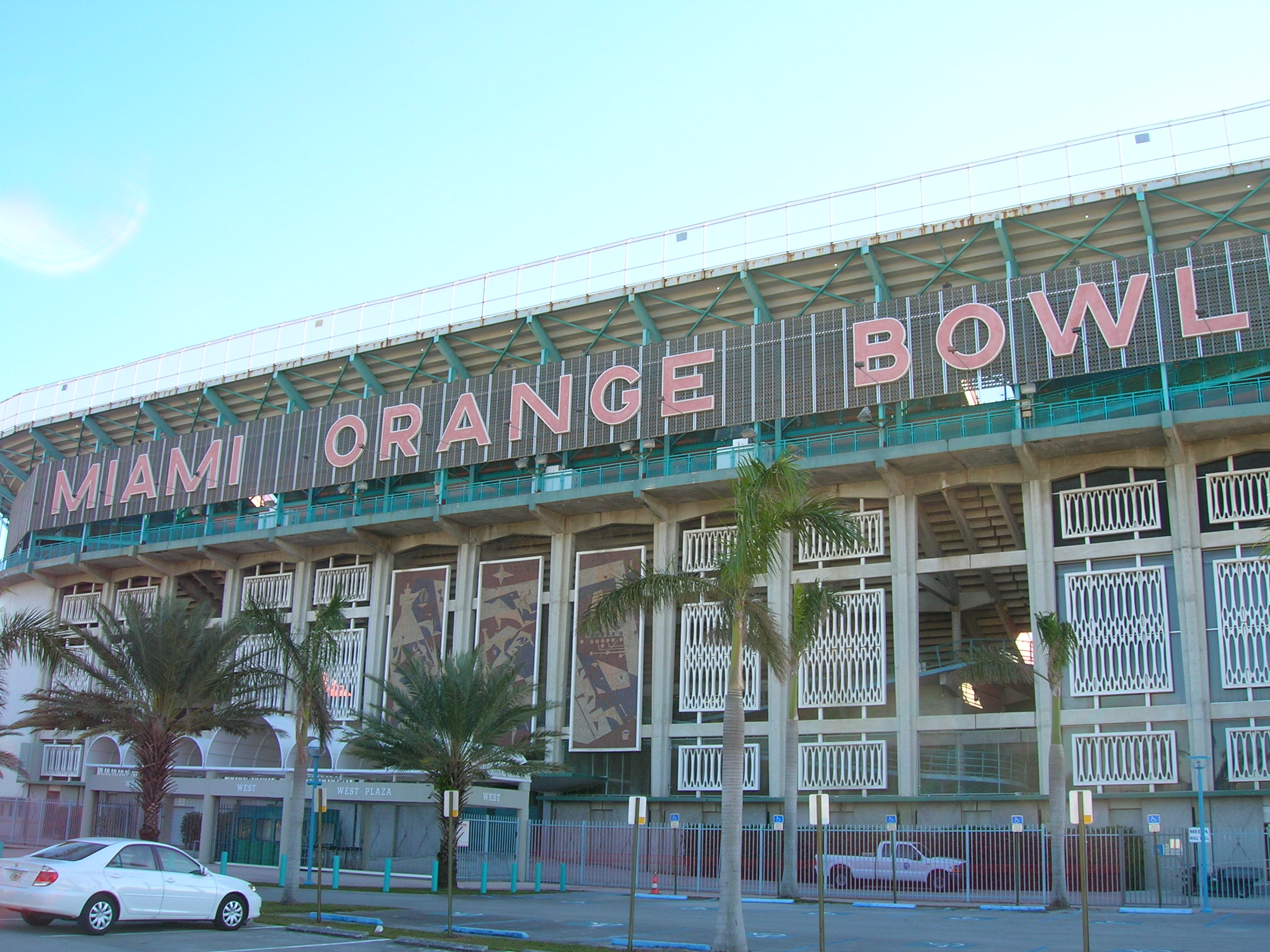
I Dolphins giocarono al Miami Orange Bowl dal 1966 al 1986

Il 1976, con diversi giocatori vincitori del Super Bowl ormai spostatisi verso altri lidi o alle prese con l'età ormai avanzata, vide i Dolphins giocare un campionato mediocre, chiuso al terzo posto di division con un record di 6-8. Fu la prima stagione di segno negativo in sette anni.
La reazione giunse prontamente l'anno successivo, chiuso con un ottimo bilancio di 10-4. Pur saltando i playoff per il terzo anno di fila, Bob Griese disputò una stagione notevole, benché costretto a indossare degli occhiali a causa di problemi con le lenti a contatto. Griese, il cui momento di gloria giunse nell'incontro di St. Louis contro i Cardinals (6 touchdown e 503 yard all'attivo) venne nominato Player of the Year dal Maxwell Club di Philadelphia.
Nel 1978, pur dovendo rinunciare a Bob Griese per le prime 7 gare a causa di un infortunio al ginocchio, i Dolphins iniziarono con un ottimo parziale di 5-2, guidati da Don Strock. Col ritorno di Griese, i Dolphins chiusero sul record di 11-5 e si qualificarono ai playoff. Un grande contributo al ritorno dei Dolphins nella post-season venne dal running back Delvin Williams che stabilì un record di franchigia con 1.258 yard corse in stagione. Nel turno delle wild card, i Dolphins vennero piegati per 17-9 dagli Houston Oilers all'Orange Bowl.
Prima dell'inizio della stagione 1979, i Dolphins rimisero sotto contratto Larry Csonka, che era andato a giocare nella WFL al termine della stagione 1974. La WFL aveva chiuso i battenti dopo solo una stagione e mezza e Csonka aveva disputato le 3 stagioni successive con la maglia dei New York Giants. Nonostante le prestazioni non eccelse di Bob Griese, i Dolphins chiusero sul 10-6, conquistando il primo titolo di division degli ultimi cinque anni. Tra i momenti da ricordare, la 19ª e 20ª vittoria consecutiva dei Dolphins contro i Buffalo Bills. Per tutti gli anni settanta, i Dolphins totalizzarono un record di 20-0 negli scontri diretti contro la formazione di Buffalo, il che impedì, tra l'altro, ad O.J. Simpson di conquistare alcun successo nei playoff. Nei divisional playoff, i Dolphins non ebbero scampo contro i Pittsburgh Steelers, che si portarono sul 20-0 già nel primo quarto, finendo poi per imporsi per 34-14, nella corsa al loro secondo Super Bowl consecutivo.
Nel 1980, David Woodley, un atletico quarterback daf LSU, prese il posto di Bob Griese, che si era infortunato gravemente infortunato a una spalla in una gara contro i Baltimore Colts. Griese non sarebbe più tornato in campo, ritirandosi a fine stagione. I Dolphins terminarono con un record di 8-8 e non raggiunsero i playoff.
I Dolphins tornarono in vetta alla AFC East nella stagione 1981, terminata con un record di 11–4–1. Quell'anno, la gestione del ruolo di quarterback fu occupata sia da Woodley che dalla riserva Don Strock, portando i media di Miami ad indicare il quarterback della squadra come "Woodstrock". Nei divisional playoff i Dolphins affrontarono i San Diego Chargers, in una delle gare più memorabili della storia della NFL, ricordata come The Epic in Miami. Dopo essere stati in svantaggio 24–0 alla fine del primo quarto, Don Strock entrò nella partita e guidò una frenetica rimonta, culminata in un passaggio in cui wide receiver Duriel Harris ricevette il pallone da Strock e immediatamente lo passò lateralmente al running back Tony Nathan che segnò nell'ultima giocata del primo tempo, accorciando il vantaggio dei Chargers a 24–17. Dopo che i Dolphins passarono in vantaggio nel quarto periodo, San Diego pareggiò la gara sul 38-38 a un minuto dal termine. Il tight end dei Chargers Kellen Winslow, malgrado fosse esausto, bloccò il field goal di Uwe von Schamann nell'ultima giocata dei tempi regolamentari. Nei tempi supplementari, Von Schamann si fece bloccare un altro field goal e Rolf Benirschke calciò quello della vittoria per San Diego (punteggio finale 41–38) dopo averne mancato uno da distanza favorevole in precedenza. Strock terminò la gara con 403 yard passate e 4 touchdown.
Nella stagione accorciata per sciopero del 1982, i Dolphins, guidati dalla difesa nota come "Killer B's defense" (Bob Baumhower, Bill Barnett, Lyle Blackwood, Kim Bokamper, Glenn Blackwood, Charles Bowser, Doug Betters e Bob Brudzinski), tenne cinque dei suoi nove avversari a 14 o meno punti segnati, spianando la strada per la quarta partecipazione al Super Bowl. Nei primi due turni di playoff, essi vendicarono sconfitte precedenti, abbattendo i New England Patriots, 28–13 (vendicandosi per la sfortunata Snow Plow Game allo Schaeffer Stadium disputata precedentemente nelle stagione) e i San Diego Chargers, 34–13 all'Orange Bowl. Nella finale della AFC i Dolphins batterono i New York Jets 14–0, raggiungendo il Super Bowl XVII, perso contro Washington, 27–17.
Dopo aver basato i propri successi per anni su un'ottima difesa e su un gioco basato sulle corse per controllare il pallone e togliere pressione da quarterback non eccezionali, le successive 17 stagioni furono limitate da una difesa e da un gioco nelle corse nella media che limitarono un grandissimo quarterback.

## L'era di Dan Marino (1983-1999)
Nel Draft NFL 1983, i Dolphins scelsero il quarterback Dan Marino dall'Università di Pittsburgh, scivolato alla chiamata numero 27 del primo giro. Durante la terza gara della stagione 1983 contro i Los Angeles Raiders nel Monday Night Football, Shula sostituì il quarterback David Woodley col rookie Marino, che avrebbe finito col guidare la NFL in passaggi la AFC con 20 touchdown e soli 6 intercetti. Marino fu protetto da un'ottima offensive line e passò a ricevitori come Mark Clayton e Mark Duper. Malgrado i successi nella stagione regolare (i Dolphins terminarono con un record di 12–4 vincendo le ultime cinque partite, l'unica squadra della AFC East a terminare con un bilancio positivo), nei divisional playoff furono sorpresi dai Seattle Seahawks all'Orange Bowl. Il defensive end Doug Betters fu nominato difensore dell'anno della NFL.

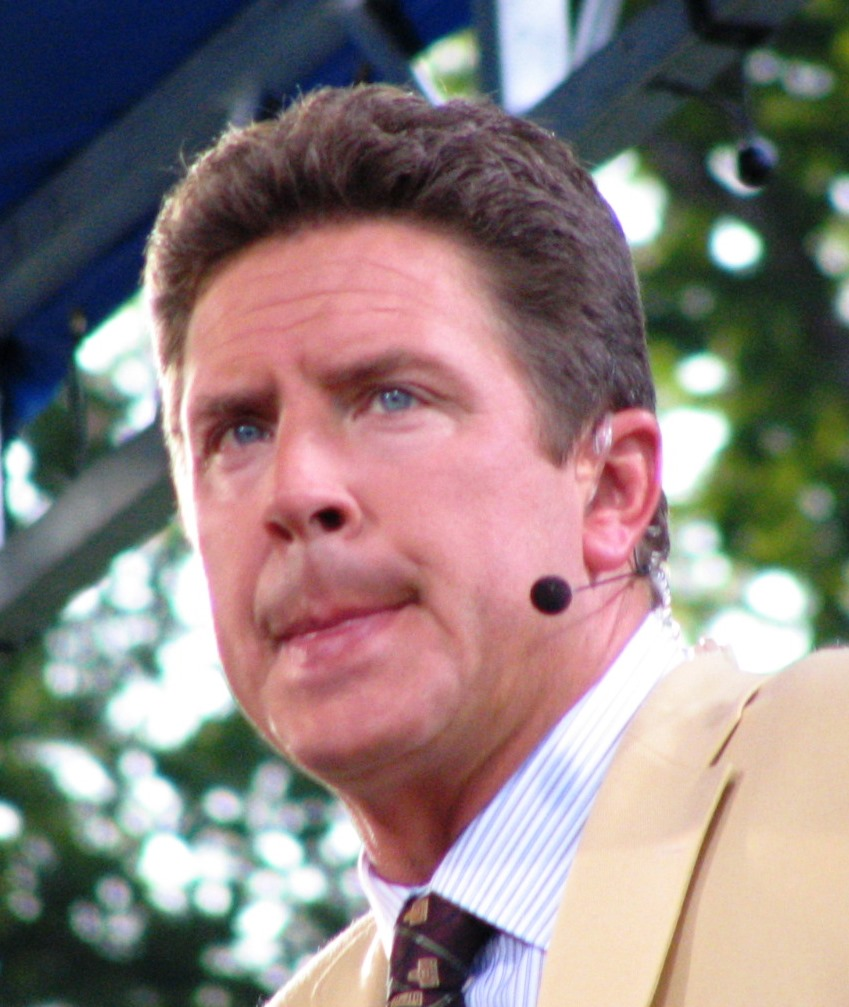
Dan Marino trascorse 17 stagioni coi Dolphins dal 1983 al 1999.

Nel 1984, i Dolphins vinsero le prime 11 gare della stagione regolare, terminando con un record 14–2 (tuttora il migliore della franchigia in un campionato a 16 gare). Marino, nella sua prima stagione completa, disputò una delle stagioni più impressionanti della storia della NFL per un quarterback, stabilendo diversi record NFL stagionali per yard passate (5.084), passaggi da touchdown (48) e passaggi completati (362), venendo premiato come MVP della NFL. Miami si vendicò della sconfitta coi Seahawks dell'anno precedente battendoli 31–10 e poi superò gli Steelers 45–28 nella finale della AFC, qualificandosi al Super Bowl XIX. Nell'attesa sfida tra i due più grandi quarterback dell'epoca, Dan Marino e Joe Montana, Miami fu sconfitta dai San Francisco 49ers 38–16. Quella sarebbe stata l'unica apparizione della carriera di Marino al Super Bowl.
Miami terminò con un record di 12–4–0 nel 1985 e, in un'epica resa dei conti nel Monday Night Football, batté i precedentemente imbattuti Chicago Bears, infliggendo loro l'unica sconfitta della stagione. Dopo aver rimontato uno svantaggio di 21–3 nel terzo quarto dei divisional playoff battendo i Cleveland Browns 24–21, molte persone sognavano di vedere una rivincita contro Chicago nel Super Bowl XX. La Cenerentola New England Patriots però, avversaria dei Dolphins nella finale della AFC, cambiò i piani della squadra di Shula. New England forzò sei palloni persi agli avversari e vinse 31–14, la prima vittoria dei Patriots a Miami dal 1966. I Patriots venivano da una striscia di 18 sconfitte consecutive all'Orange Bowl. Nel 1969 i Boston Patriots avevano battuto i Dolphins al Tampa Stadium.

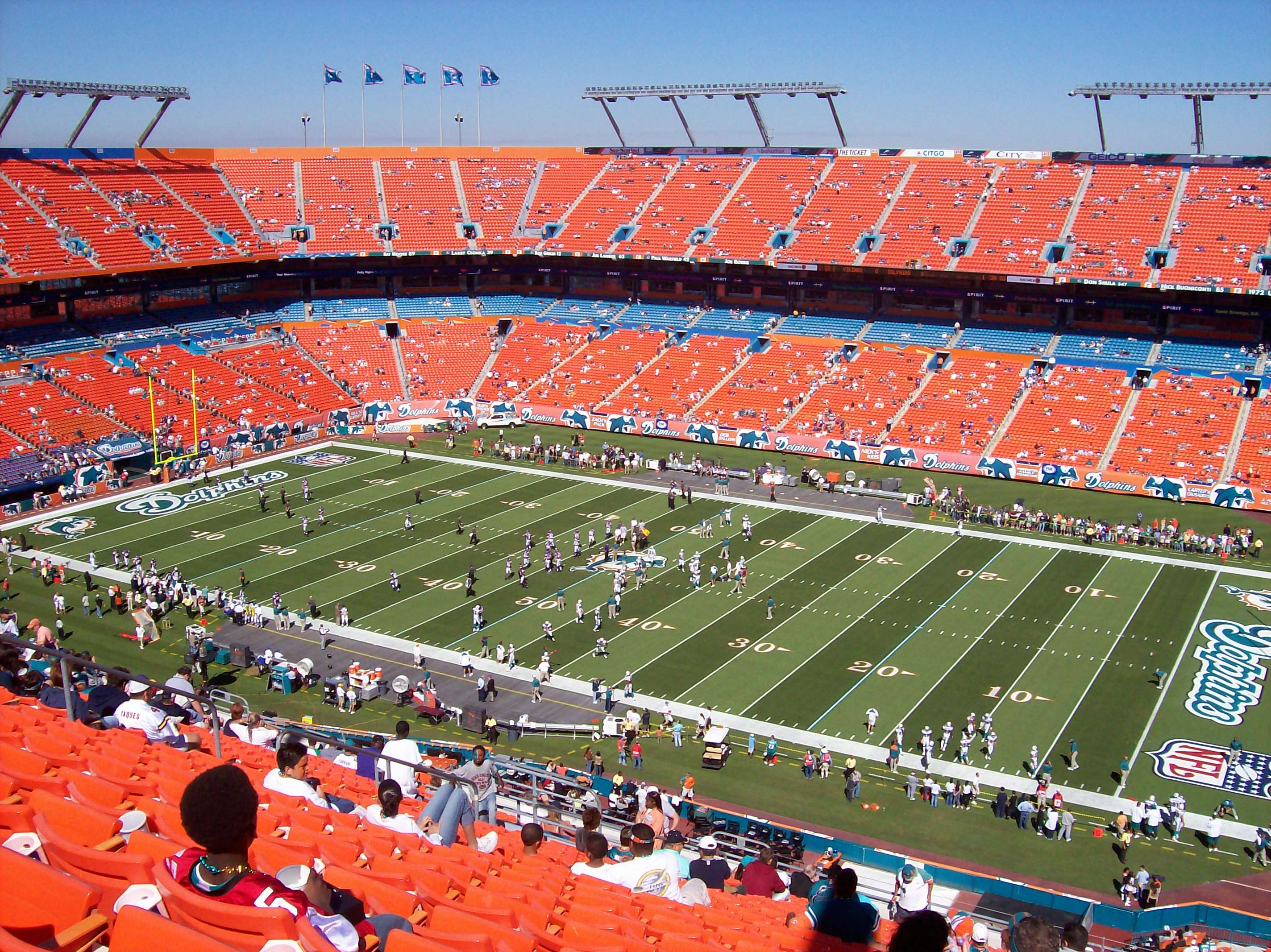
I Dolphins passarono al Joe Robbie Stadium (ora Sun Life Stadium) nel 1987.

Nel 1986, i Dolphins, rallentati da problemi difensivi, partirono con un record di 2-5 e terminarono 8–8, mancando i playoff per la prima volta dal 1980. I Dolphins persero la loro gara finale all'Orange Bowl contro i New England Patriots 34–27 nel Monday Night Football. I problemi continuarono nella stagione 1987 accorciata di una gara per un altro sciopero, con un record di 8-7 nel primo anno al Joe Robbie Stadium. Miami ebbe la sua prima stagione perdente (6–10) dal 1976 nel 1988 mentre terminò il 1989 con un bilancio di 8-8.
Nel 1990, i Dolphins sistemarono la difesa e terminarono con un record di 12–4, secondi nell'AFC East. Nel turno delle wild card batterono in rimonta i Kansas City Chiefs 17–16 ma persero contro i Buffalo Bills 44–34 nel turno successivo. la squadra lottò contro gli infortuni della difesa nel 1991 e mancò per poco i playoff a causa di una sconfitta nei supplementari contro i New York Jets nell'ultima gara di stagione regolare.
I Dolphins si ripresero nel 1992, vincendo le prime sei gare, terminando con un record di 11–5 e conquistando la AFC East grazie alla migliore stagione della carriera del running back Mark Higgs e del tight end Keith Jackson, giunto dai Philadelphia Eagles come free agent. Miami si sbarazzò dei Chargers nei divisional playoff per 31–0 ma perse contro i Buffalo Bills 29–10 nella finale della AFC.
Un infortunio al tendine d'Achille che pose fine alla stagione di Dan Marino a Cleveland portò la squadra a mancare i playoff malgrado una partenza con un record di 9-2 nel 1993. Marino fece ritorno nel 1994 e guidò i Dolphins a un record di 10–6 e alla vittoria della AFC East. Dopo aver battuto Joe Montana e i Kansas City Chiefs nel turno delle wild card, i Dolphins sprecarono un vantaggio di 15 punti alla fine del primo tempo e persero 22–21 contro i San Diego Chargers. Pete Stoyanovich sbagliò un field goal da 46 yard nell'ultima giocata della gara, negando a Marino la possibilità di affrontare gli Steelers nella nativa Pittsburgh nella finale della AFC.
Nel 1995, Marino superò i record NFL di Fran Tarkenton per yard (48.841), touchdown (352) e passaggi completati (3.913) in carriera, anche se due delle gare in cui superò questi primati furono delle sconfitte contro gli Indianapolis Colts. I Dolphins terminarono con un record di 9–7, secondi nell'AFC East, riuscendo comunque a qualificarsi ai playoff con un wild card, perdendo con Buffalo nel primo turno. Dopo la stagione 1995, Shula si ritirò e divenne un dirigente dei Dolphins. Jimmy Johnson, che aveva vinto il campionato NCAA con la University of Miami e due Super Bowl coi Dallas Cowboys, fu scelto come sostituto di Shula. Durante la conferenza stampa in cui annunciò il suo ritiro, Shula disse di aver "acconsentito a farsi da parte", portando alcuni a speculare che Huizenga fosse sul punto di licenziarlo.

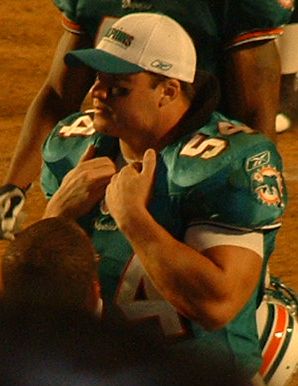
Zach Thomas fu scelto nel Draft NFL 1996.

Nel 1996, Miami terminò con un record di 8–8 rimanendo fuori dai playoff, col rookie Karim Abdul-Jabbar che corse 1.116 yard e le ottime giocate di un altro rookie, il linebacker Zach Thomas, che furono tra le poche note positive. Nel 1997, Miami raggiunse i playoff con un record di 9–7, perdendo contro i New England Patriots nel primo giro.
Miami disputò una solida stagione da 10-6 nel 1998, col ricevitore O.J. McDuffie che disputò la miglior annata della carriera, senza tuttavia riuscire a strappare il primo posto della division ai New York Jets. I Dolphins batterono i Bills nel turno delle wild card, ma persero nel turno successivo contro i Denver Broncos, futuri vincitori del Super Bowl. I Broncos quell'anno persero solo due gare durante la stagione regolare, una delle quali contro Miami.
Nel 1999, Marino si infortunò in una gara in cui il quarterback di riserva Damon Huard guidò una rimonta. Nei due anni precedenti, i Broncos avevano vinto il Super Bowl, concludendo in lieto fine una carriera avara di successi per il loro quarterback, John Elway. Marino voleva seguire le orme di Elway ma non fu così. Miami vinse solo due delle ultime otto partite ma raggiunse comunque i playoff con un record di 9-7. Dopo una equilibrata partita vinta 20-17 a Seattle nel wild card round, i Dolphins affrontarono i Jacksonville Jaguars nel divisional round subendo una disastrosa sconfitta per 62-7, la seconda gara più a senso unico della storia dei playoff NFL dopo la finale di campionato del 1940. Marino annunciò il suo ritiro e anche il coach Jimmy Johnson lasciò la squadra.

## Gli anni post-Marino (2000-2011)

### 2000
Negli successivi all'addio di Marino, i Dolphins cambiarono nove quarterback nello spazio di sette anni. Prima della stagione 2000, Dave Wannstedt, ex dei Chicago Bears, fu nominato nuovo capo-allenatore e l'ex riserva dei Jacksonville Jaguars Jay Fiedler nuovo quarterback titolare, malgrado Damon Huard fosse considerato il favorito. Malgrado le basse aspettative, la difesa resse bene guidata da Jason Taylor e Trace Armstrong, ognuno dei quali mise a segno 10 sack e quattro giocatori (Sam Madison, Brian Walker, Brock Marion e Patrick Surtain) misero a segno almeno cinque intercetti. Inoltre, Lamar Smith corse 1.139 yard e Miami vinse la AFC East con un record di 11-5. Nel primo turno dei playoff, Miami vinse contro gli Indianapolis Colts per 23-17 grazie a un touchdown su corsa di Lamar Smith. Smith terminò con il record NFL dei playoff di 40 corse tentate per 209 yard. Nel turno successivo, i Dolphins furono battuti senza appello dei Oakland Raiders 27-0, con Smith che riuscì a malapena a correre.

### 2001
La pre-stagione 2001 portò il rookie Chris Chambers nel ruolo di wide receiver ma Trace Armstrong se andò, così come due uomini della linea offensiva, Richmond Webb e Kevin Donnalley. La stagione terminò con un record di 11–5. Una mediocre offensive line e un cattivo attacco sulle corse rallentarono i Dolphins che per due volte non segnarono alcun punto. Malgrado ciò un'ottima difesa fece loro guadagnare una wild card per i playoff, dove nel primo turno persero 20–3 contro i Baltimore Ravens.

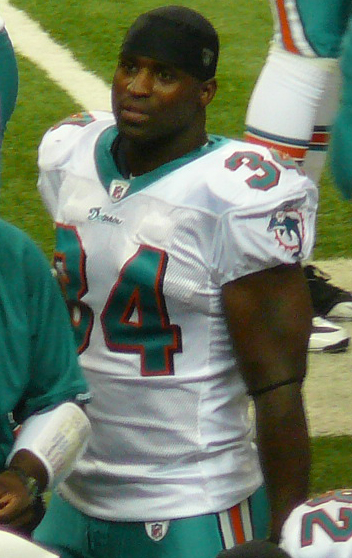
Il running back Ricky Williams.

### 2002
Miami rivitalizzò il suo gioco sulle corse in tempo per la stagione 2002 ottenendo in uno scambio coi New Orleans Saints il running back Ricky Williams. Inoltre, il tight end al primo anno Randy McMichael fece sentire la propria presenza. I Dolphins, guidati dal nuovo coordinatore offensivo Norv Turner e da un potente gioco sulle corse grazie a Williams, iniziarono la stagione con un record di 5-1, inclusa una spettacolare rimonta dell'ultimo minuto di Fiedler coi Broncos. Tuttavia, Fiedler si infortunò a un pollice, venendo costretto a rimanere fuori dal campo per un certo periodo di tempo. Questo rese felici molti tifosi dei Dolphins, i quali ritenevano la riserva Ray Lucas migliore di Fiedler. Invece, Lucas fu pessimo nelle sue prime due gare e fece una prestazione a malapena nella media nella terza, perdendo tutte e tre le partite. Miami si riprese con vittorie su Baltimore e San Diego, ma perse contro Buffalo. Una nuova notevole vittoria giunse per Miami contro gli Oakland Raiders, arrivando, a due settimane dal termine, ad un record di 9-5 e al primo posto nell'AFC East. Nella settimana 17 però, malgrado l'aver dominato i New England Patriots per la maggior parte della gara, i Dolphins sprecarono un vantaggio di 11 punti nell'ultimo quarto e persero ai supplementari. A causa della classifica avulsa, sia Dolphins che Patriots rimasero fuori dai playoff, coi Jets che vinsero la division. I tifosi invocarono il licenziamento di Wannstedt, ma questi fu confermato per la stagione successiva. Quell'anno, Williams stabilì il nuovo record di franchigia dei Dolphins correndo 1.853 yard e segnando 16 touchdown. Il vero problema di Miami furono le sfide in trasferta, in cui terminò con un record parziale di 2-6.

### 2003
I Miami Dolphins del 2003 furono una squadra molto sbilanciata. La difesa fu ancora solida e forzò diversi palloni persi, rendendo il gioco sulle corse degli avversari estremamente arduo. Una mediocre linea offensiva invece non rese semplice le cose a Ricky Williams, così tutto l'attacco ristagnò. La prima gara fu una brutta sconfitta contro gli Houston Texans ma la squadra si riprese vincendo quattro gare consecutive. Durante una sconfitta ai supplementari contro i Patriots, Jay Fiedler si infortunò, costringendo l'ultimo acquisto Brian Griese a guidare i Dolphins alla vittoria la settimana successiva a San Diego. Quello, tuttavia, fu il punto più alto del figlio del grande Bob, che dopo una discreta prova in una sconfitta contro Indianapolis, giocò male contro Tennessee Titans e Ravens. Dopo una sconfitta contro i mediocri Washington Redskins, Fiedler tornò in campo e salvò la stagione della squadra, portandola alla vittoria sui Dallas Cowboys che la fece salire a un record di 8–4. Due sconfitte chiave contro Patriots ed Eagles negarono i playoff a Miami, malgrado un record di 10-6.

### 2004

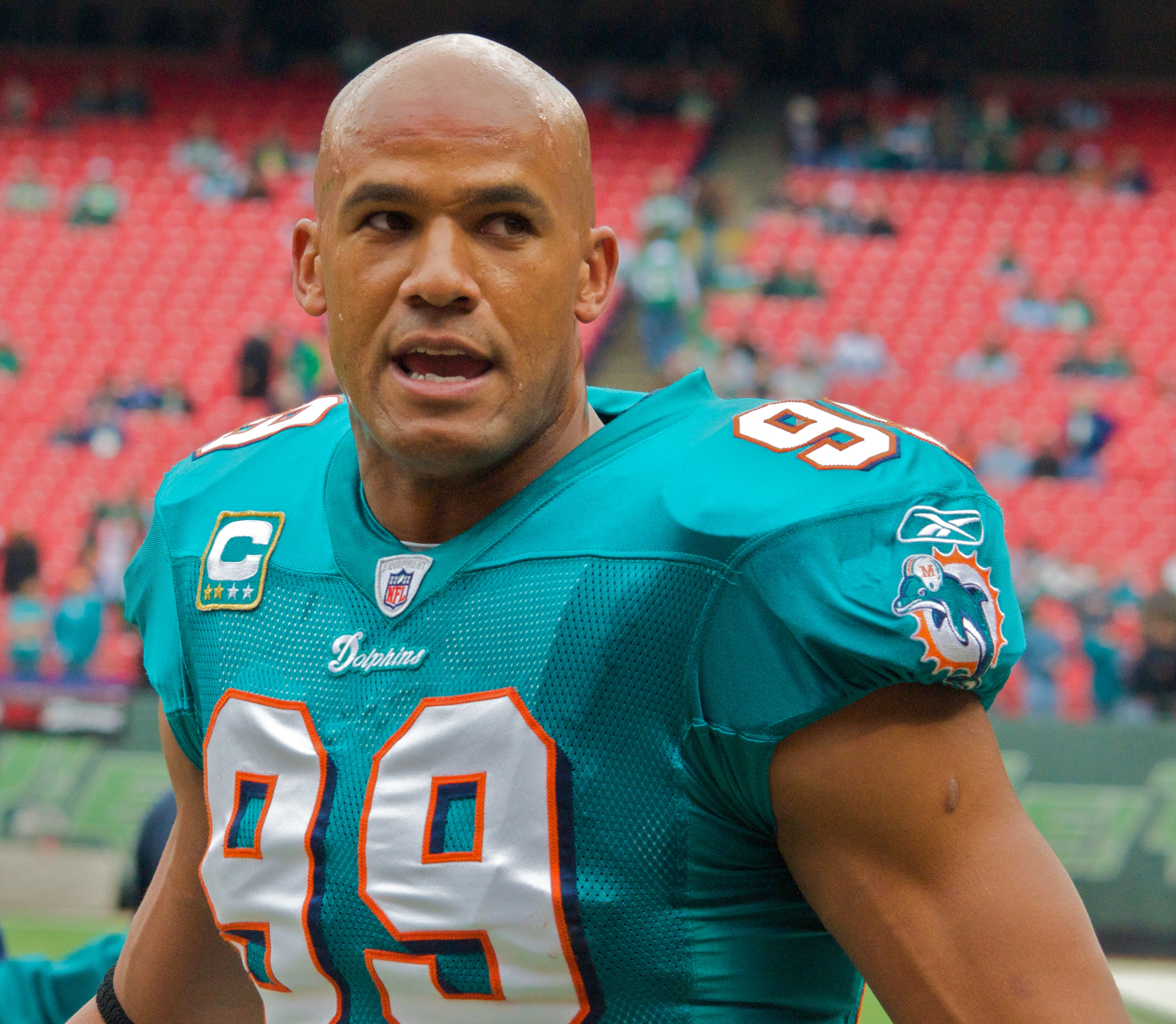
Il linebacker Jason Taylor.

La pre-stagione 2004 fu disastrosa per i Dolphins. Il tight end Randy McMichael fu arrestato per violenza domestica e il wide receiver David Boston (giunto da San Diego) si infortunò nel training camp perdendo tutta la stagione (Boston fallì anche un test antidoping nel corso della stagione). Il fatto più scioccante fu però la decisione di Ricky Williams di ritirarsi, per ragioni allora non specificate, (successivamente si venne a sapere che Williams era stato recentemente trovato per la terza volta positivo a un controllo antidoping e che si sentisse sottoutilizzato da coach Wannstedt). Molti esperti previdero una stagione disastrosa per i Dolphins. Questi pronostici si rivelarono esatti, con la squadra che perse le prime sei gare, la peggior partenza della sua storia. Dopo una sola gara vinta nelle prime nove, Wannstedt si dimise il 9 novembre 2004. Fu sostituito ad interim dal coordinatore difensivo Jim Bates. La squadra andò meglio sotto la direzione di Bates, vincendo tre delle ultime sette gare, incluso un 29–28 sui Patriots campioni in carica in diretta nazionale. A fine anno, fu assunto l'ex allenatore di LSU Nick Saban.

### 2005
Nella stagione 2005, la squadra vide molti cambiamenti, dal momento che Saban iniziò a modellare i Dolphins a sua immagine. La squadra scelse dalla Auburn University il running back Ronnie Brown come secondo assoluto nel Draft NFL 2005. La squadra firmò il quarterback veterano Gus Frerotte, che conquistò il posto da titolare ai danni di A.J. Feeley, che era stato deludente nella stagione precedente. Ricky Williams fece ritorno nella squadra ma dovette saltare le prime quattro gare per squalifica.
La stagione partì bene con una sonora vittoria ai danni dei Denver Broncos 34–10. Dopo una sconfitta in trasferta contro i New York Jets (17–7), la squadra vinse in casa contro i Carolina Panthers 27–24. Dopo il turno di pausa, i Dolphins persero con Buffalo Bills (20–14) e Tampa Bay Buccaneers (27–13), malgrado il ritorno di Williams. Dopo una sconfitta coi Saints la squadra perse tre gare consecutive, ma quando le cose sembrarono messe al peggio, Miami vinse ben sei gare consecutive, terminando con un bilancio di 9-7.

### 2006
Durante la pre-stagione 2006, Sports Illustrated indicò i Dolphins come una delle squadre favorite per raggiungere il Super Bowl XLI. Prima dell'inizio della stagione, Ricky Williams fu trovato positivo per la quarta volta ai test anti-doping, concludendo la sua stagione. La stagione partì con una brutta sconfitta contro i Pittsburgh Steelers campioni in carica. La squadra vinse solo una delle prime sette gare. Le cose migliorarono a metà stagione come l'anno passato, ma su un record di 6-8, una sconfitta coi Bills fu fatale per le loro speranze di playoff, terminando con un record di 6-10. Nick Saban lasciò i Dolphins per diventare allenatore della University of Alabama. Come suo sostituto fu scelto Cam Cameron.

### 2007
I Dolphins raggiunsero il loro punto più basso nel 2007, perdendo otto gare consecutive prima della settimana di pausa, cinque delle quali per tre punti o meno. Una sconfitta contro Philadelphia nella 11 diede il colpo di grazia alla stagione, mentre la gara successiva fu un'insolita sconfitta per 3–0 a Pittsburgh. Una vittoria sui Baltimore Ravens permise alla squadra di chiudere la stagione con almeno una vittoria, terminando con un bilancio di 1-15.

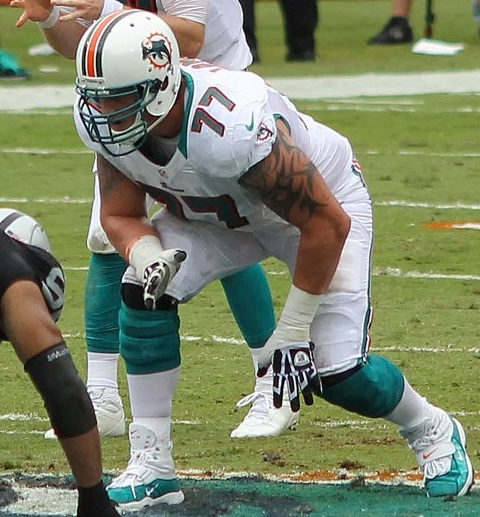
Jake Long fu la prima scelta assoluta del Draft NFL 2008.

### 2008
Con la prima scelta assoluta del Draft NFL 2008, i Dolphins scelsero l'offensive tackle Jake Long. Grazie al nuovo allenatore Tony Sparano la squadra svoltò completamente, aiutata anche dal fatto che New England (che dominava da anni la division) perse Tom Brady per un infortunio alla gamba nella prima gara della stagione. Miami terminò con un record di 11-5 e vinse la division, stabilendo il record NFL per il maggior numero di vittorie in più rispetto alla stagione precedente. Nel primo turno di playoff, la squadra fu battuta nettamente da Baltimore.

### 2009
Tom Brady tornò in azione e un'altra vittoria della division da parte dei Dolphins sembrò improbabile. Un calendario impegnativo rallentò la squadra, anche se riuscì a battere i Patriots nella settimana 13. Dopo aver perso tutte le ultime tre gare, Miami terminò con un bilancio di 7-9, terza nella division. Nell'ultima gara dell'anno, il quarterback Pat White fu portato fuori dal campo in barella a causa di un colpo subito alla testa.

### 2010
Prima dell'inizio della stagione 2010, i Dolphins acquisirono il forte ricevitore Brandon Marshall da Denver. La squadra vinse entrambe le prime gare, in trasferta contro Buffalo e Minnesota, ma perse nella settimana 3 contro i Jets. Nella settimana 4 vi fu una sconfitta contro New England prima che i Dolphins battessero i Green Bay Packers in trasferta 23-20. Seguirono una sconfitta con gli Steelers e un'altra vittoria in trasferta su Cincinnati 22-14. L'imbattibilità in trasferta giunse al termine nella settimana 9 contro i Ravens 26-10. La settimana successiva vinsero l'unica gara in casa del 2010 contro i Titans. Una sconfitta contro i Bills nella settimana 15 eliminò i Dolphins dalla contesa per i playoff. Due sconfitte contro Lions e Patriots fecero terminare la stagione sul 7-9.

### 2011
Il 28 luglio 2011, i Dolphins ottennero in uno scambio coi Saints il running back Reggie Bush. Prima dell'inizio della stagione, i Dolphins tentarono anche di assicurarsi il quarterback Kyle Orton dai Broncos, ma la trattativa non andò in porto, così Chad Henne partì come titolare a inizio stagione. Inizialmente sembrò un ritorno alla disastrosa annata 2007, perdendo le prime 4 gare contro New England, Houston, Cleveland e San Diego. Nella settimana 5, Henne si infortunò per il resto della stagione, venendo sostituito da Matt Moore, recentemente acquisito dai Panthers. La squadra comunque perse anche quella gara contro i Jets per 24-6. Durante la gara casalinga contro i Denver Broncos, sprecarono uno svantaggio di 15 punti nell'ultimo periodo, perdendo 15-18 e scendendo a un record di 0-7.
Miami rimase senza vittorie fino alla settimana 9, quando vinse 4 delle successive 5 gare, non riuscendo tuttavia a salvare il lavoro di Sparano dopo una sconfitta con gli Eaglre. Todd Bowles fu nominato capo-allenatore ad interim. I Dolphins vinsero contro i New York Jets eliminandoli dalla caccia ai playoff, nell'ultima gara in carriera di Jason Taylor. La squadra terminò la stagione 2011 con un record di 6-10. Bush superò per la prima volta le mille yard corse in stagione.

## Gli anni di Ryan Tannehill (2012-2018)

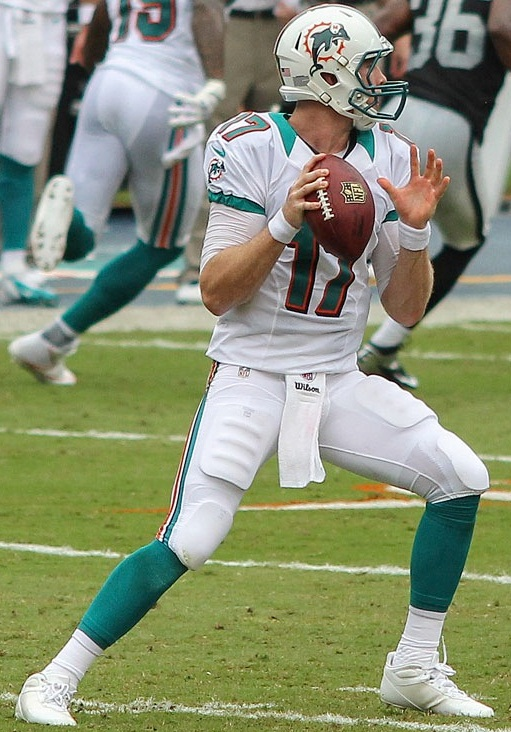
Il quarterback Ryan Tannehill nel 2012

### 2012
Per la stagione 2012, i Dolphins assunsero come nuovo allenatore l'ex coordinatore offensivo dei Green Bay Packers Joe Philbin. Nel Draft NFL 2012 scelsero come ottavo assoluto l'ex quarterback della Texas A&M University Ryan Tannehill, che si impose come titolare nella pre-stagione ai danni di Matt Moore.
Il 9 settembre, Tannehill debuttò come titolare contro gli Houston Texans completando 20 passaggi su 36 tentativi per 236 yard e subendo tre intercetti nella sconfitta casalinga per 30-10. Nel turno successivo i Dolphins ottennero la prima vittoria stagionale contro gli Oakland Raiders col quarterback che giocò bene passando 200 yard, lanciando il suo primo touchdown a Anthony Fasano e segnandone un altro su corsa. In quella gara, Reggie Bush giocò una delle migliori gare della carriera trascinando Miami con 172 yard corse e 2 touchdown, di cui uno segnato dopo una spettacolare corsa in cui evitò 4 tackle da parte degli avversari e inoltre stabilì il record di franchigia con la sesta gara consecutiva con oltre 100 yard guadagnate dalla linea di scrimmage.
Dopo due sconfitte dell'ultimo minuto, i Dolphins nella quinta settimana vinsero la seconda gara della stagione contro i Cincinnati Bengals. Nella settimana 6, Miami vinse la seconda gara consecutiva contro i St. Louis Rams. Nella settimana 8, Tannehill si infortunò nelle prime azioni di gioco, venendo sostituito da Matt Moore che guidò la squadra alla vittoria sui Jets. Tannehill tornò titolare la settimana successiva e giocò bene mai Dolphins persero 23-20 contro i Colts. Miami perse anche le due gare successive contro i Titans e i Bills.
I Dolphins tornarono alla vittoria nella settimana 12 contro i Seattle Seahawks. Nel corso della gara, Tannehill superò la leggenda Dan Marino per il record di franchigia di yard passate da un rookie. Dopo due sconfitte contro Patriots e San Francisco 49ers, nella settimana 15, Miami vinse la sesta gara stagionale coi Jaguars. Una sconfitta nell'ultimo turno coi Patriots. fece terminare i Dolphins con un record di 7-9.

### 2013
Tra i movimenti di rilievo prima dell'inizio della stagione 2013, i Dolphins si assicurarono con un lucrativo contratto il wide receiver dei Pittsburgh Steelers Mike Wallace. Tra gli addii invece, vi furono quello di Jake Long, passato come free agent ai Rams, e quello di Reggie Bush, accasatosi ai Lions. Nel draft NFL 2013, la squadra cedette diverse scelte agli Oakland Raiders per salire in terza posizione e selezionare il defensive end Dion Jordan. Nelle prime tre partite, Miami batté i Browns, i Colts e i Falcons, partendo per la prima volta con un record di 3-0 dalla stagione 2002. A questa serie positiva ne seguì però una negativa di quattro sconfitte consecutive.
La vittoria tornò nella settimana 9 contro i Bengals, vincendo nei supplementari grazie a una safety di Cameron Wake. Nel Monday Night Football, Miami guadagnò 2 misere yard su corsa, in tutto l'incontro, perdendo contro Tampa Bay. La domenica seguente i Dolphins riuscirono a superare i Chargers grazie a un'ottima prova della difesa. Nella settimana 12, il club concluse in vantaggio per 16-6 il primo tempo contro una squadra in un grande momento di forma come i Panters, ma nel resto della partita non riuscì più a segnare, venendo sconfitta all'ultimo minuto. Un'altra serie di tre vittorie consecutive giunse contro Jets, Steelers e Patriots. Il periodo positivo si interruppe bruscamente nella settimana 16 perdendo per 19-0 contro i Buffalo Bills. La domenica successiva, complice la sconfitta dei Baltimore Ravens contro i Cincinnati Bengals, ai Dolphins sarebbe bastata una vittoria casalinga contro i Jets per raggiungere l'ultimo posto disponibile nei playoff ma la squadra perse per 20-7, proseguendo la sua assenza dalla post-season.

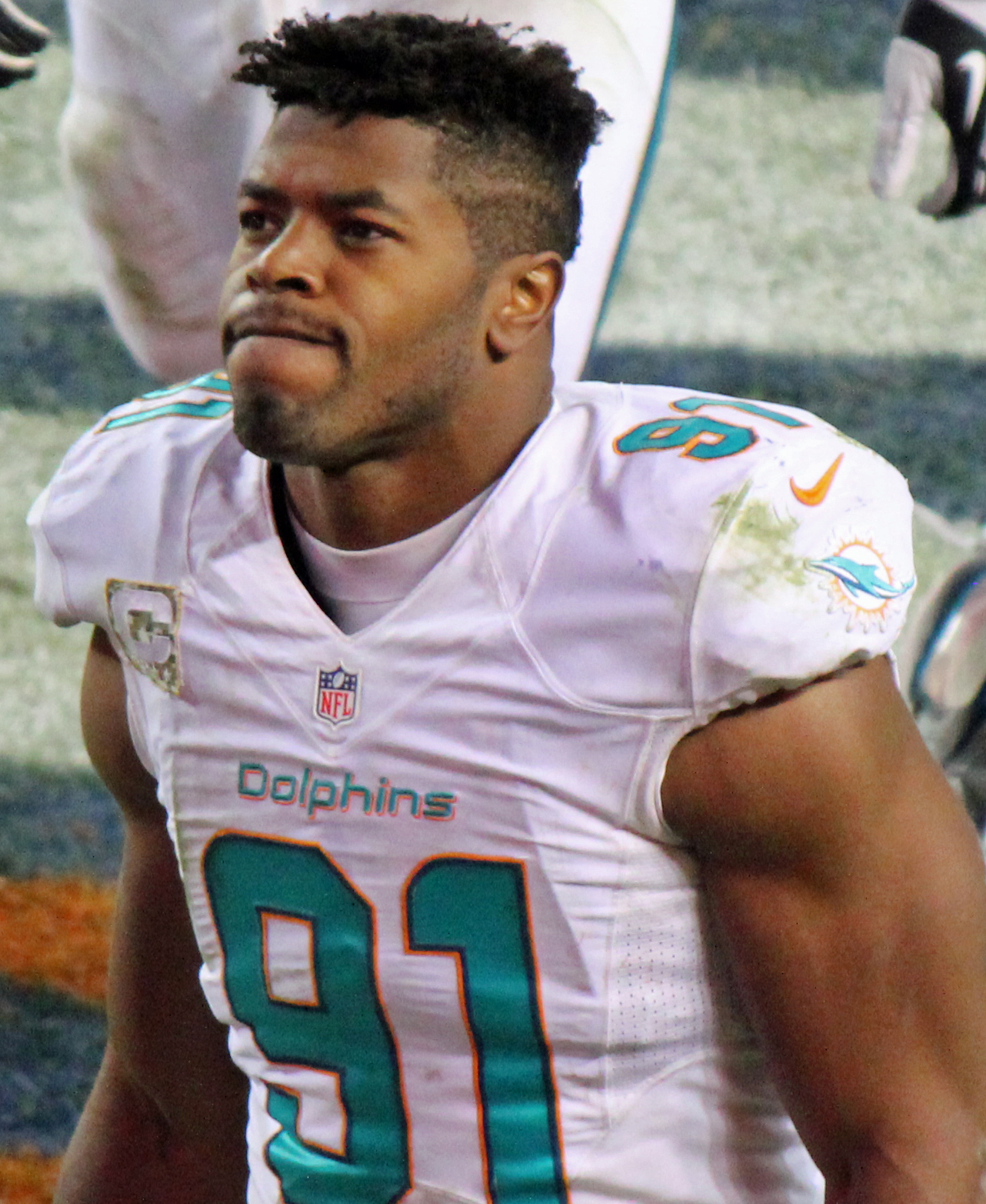
Il defensive end Cameron Wake.

### 2014
Il 2014 dei Dolphins partì battendo a sorpresa i Patriots in casa. Dopo due brutte sconfitte contro Bills e Chiefs, la vittoria tornò della gara della settimana 4 contro i Raiders a Londra.. Dopo la settimana di pausa e una sconfitta coi Packers, Miami infilò una striscia di tre vittorie consecutive, incluso un 37-0 contro i Chargers.
Dopo una sconfitta coi Lions nel decimo turno, vi fu una vittoria quattro giorni dopo nella gara del giovedì contro i Bills. Nel turno successivo, Miami mise in seria difficoltà i Denver Broncos ma alla fine dovettero arrendersi agli avversari per 39-36. Nella penultima giornata del calendario, Tannehill passò un massimo stagionale di 396 yard nella vittoria sul filo di lana sui Vikings. L'ultima partita risultò in una sconfitta coi Jets. In quella gara Tannehill divenne il secondo quarterback della storia del club a superare le quattromila yard passate in una stagione. Miami concluse al terzo posto della division con un record di 8-8 ancora fuori dai playoff.

### 2015
L'11 marzo 2015, i Dolphins firmarono il free agent più ambito del mercato, il defensive tackle Ndamukong Suh, proveniente dai Detroit Lions, con un contratto da record di sei anni e un valore di 114 milioni di dollari, 60 milioni dei quali garantiti, il più ricco della storia per un difensore. Inoltre scambiarono Mike Wallace coi Vikings dopo due stagioni al di sotto delle attese e rinnovarono il contratto al quarterback Tannehill con un accordo pluriennale. Attesa per un ritorno ai playoff, la squadra perse invece tre delle prime quattro gare, giungendo il 5 ottobre a licenziare il capo-allenatore Philbin, sostituendolo ad interim con quello dei tight end Dan Campbell. Sotto la sua gestione, la squadra ebbe un record parziale di 5 vittorie e 7 sconfitte, chiudendo all'ultimo posto della division.

### 2016
Il 9 gennaio 2016, il coordinatore offensivo dei Bears Adam Gase fu assunto come capo-allenatore dei Dolphins. Nel primo giro del Draft 2016, la squadra scelse l'offensive tackle da Ole Miss Laremy Tunsil, un giocatore previsto per essere la prima scelta assoluta ma che scese fino alla chiamata di Miami (la tredicesima) per un controverso video postato da un hacker sul suo account di Instagram poche ore prima dell'evento. I Dolphins intavolarono anche uno scambio con i Philadelphia Eagles, ottenendo il linebacker Kiko Alonso e il cornerback Byron Maxwell.
L'era di Adam Gase partì a rilento, con una sola vittoria nelle prime cinque gare, successo peraltro ottenuto su una formazione in difficoltà come i Cleveland Browns, che quell'anno vinsero una sola gara. Ad ogni modo, una vittoria a sorpresa sui Pittsburgh Steelers per 30–15 nella settimana 6 diede il via a una serie di sei vittorie consecutive, riportando la squadra in zona playoff con un bilancio di 7–4. Dopo una netta sconfitta coi Baltimore Ravens, i Dolphins vinsero tre gare consecutive contro gli Arizona Cardinals, i New York Jets e i Buffalo Bills, qualificandosi per i loro primi playoff dal 2008. La stagione si chiuse con 10 vittorie e 6 sconfitte, venendo battuti nel primo turno della post-season dagli Steelers nella rivincita della gara del sesto turno.

### 2017
Durante il training camp, Ryan Tannehill aggravò un infortunio al ginocchio subito al termine della stagione 2016, costringendolo a un’operazione chirurgica che gli fece perdere tutta l’annata. Per tale motivo i Dolphins firmarono l’ex quarterback dei Chicago Bears Jay Cutler che si era temporaneamente ritirato. Miami ebbe meno successo della stagione precedente, chiudendo con un bilancio di 6-10 e scambiando la stella Jay Ajayi con i Philadelphia Eagles. Tra le note positive della stagione vi furono le vittorie a sorpresa sugli Atlanta Falcons e i New England Patriots, entrambe le quali avevano disputato il Super Bowl l’anno precedente.

### 2018
Prima dell'inizio della stagione, Miami svincolò Suh e scambio il ricevitore Jarvis Landry dopo avere posto su di lui la franchise tag.
La stagione 2018 iniziò bene per i Dolphins, che vinsero per la prima volta tutte le prime tre gare dai tempi di Marino e videro Ryan Tannehill fare ritorno dall'infortunio al ginocchio. Tuttavia quest'ultimo si infortunò nuovamente durante la settimana 5 contro i Cincinnati Bengals, facendogli saltare 5 partite. Nel corso del 14º turno contro i Patriots, i Dolphins misero in scena ciò che divenne noto come Miracle in Miami. Tannehill completò un passaggio per il wide receiver Kenny Stills, che passò un passaggio laterale a DeVante Parker. Parker fece un altro laterale al running back Kenyan Drake, che corse fino alla end zone mentre il tempo andava esaurendosi, dando a Miami la vittoria per 34–33. Dopo quella vittoria la squadra perse tutte le ultime tre gare, finendo con un bilancio di 7-9 e mancando i playoff per il secondo anno consecutivo. Gase fu licenziato il 31 dicembre 2018.

## L'era di Brian Flores (2019-2021)

### 2019
L'assistente difensivo dei Patriots Brian Flores fu annunciato come nuovo allenatore dei Dolphins. Prima dell'inizio della stagione, Ryan Tannehill fu scambiato con i Tennessee Titans e numerosi altri atleti come Danny Amendola, Andre Branch e Josh Sitton furono svincolati. I Dolphins firmarono l'ex quarterback di Bills e Jets Ryan Fitzpatrick e ottennero in uno scambio Josh Rosen per competere per il ruolo di quarterback.
Il 31 agosto i Dolphins scambiarono Laremy Tunsil e Kenny Stills con gli Houston Texans per due scelte del primo giro e una scelta del secondo. Nelle settimane successive la squadra continuò a scambiare titolari come Kiko Alonso, Minkah Fitzpatrick e Kenyan Drake, venendo criticata per il sospetto di avere perso gare appositamente per migliorare la propria posizione nel draft. Fitzpatrick e Rosen si alternarono nel ruolo di quarterback con poco successo ma alla fine il ruolo rimase stabilmente di Fitzpatrick che iniziò una serie di prestazioni positive a partire dalla settimana 5. Dopo avere perso tutte le prime sette gare, i Dolphins ne vinsero due consecutive. L'annata terminò con un bilancio di 5-11, inclusa una vittoria a sorpresa sui Patriots nell'ultimo turno che negò loro la possibilità di saltare l'ultimo turno di playoff.

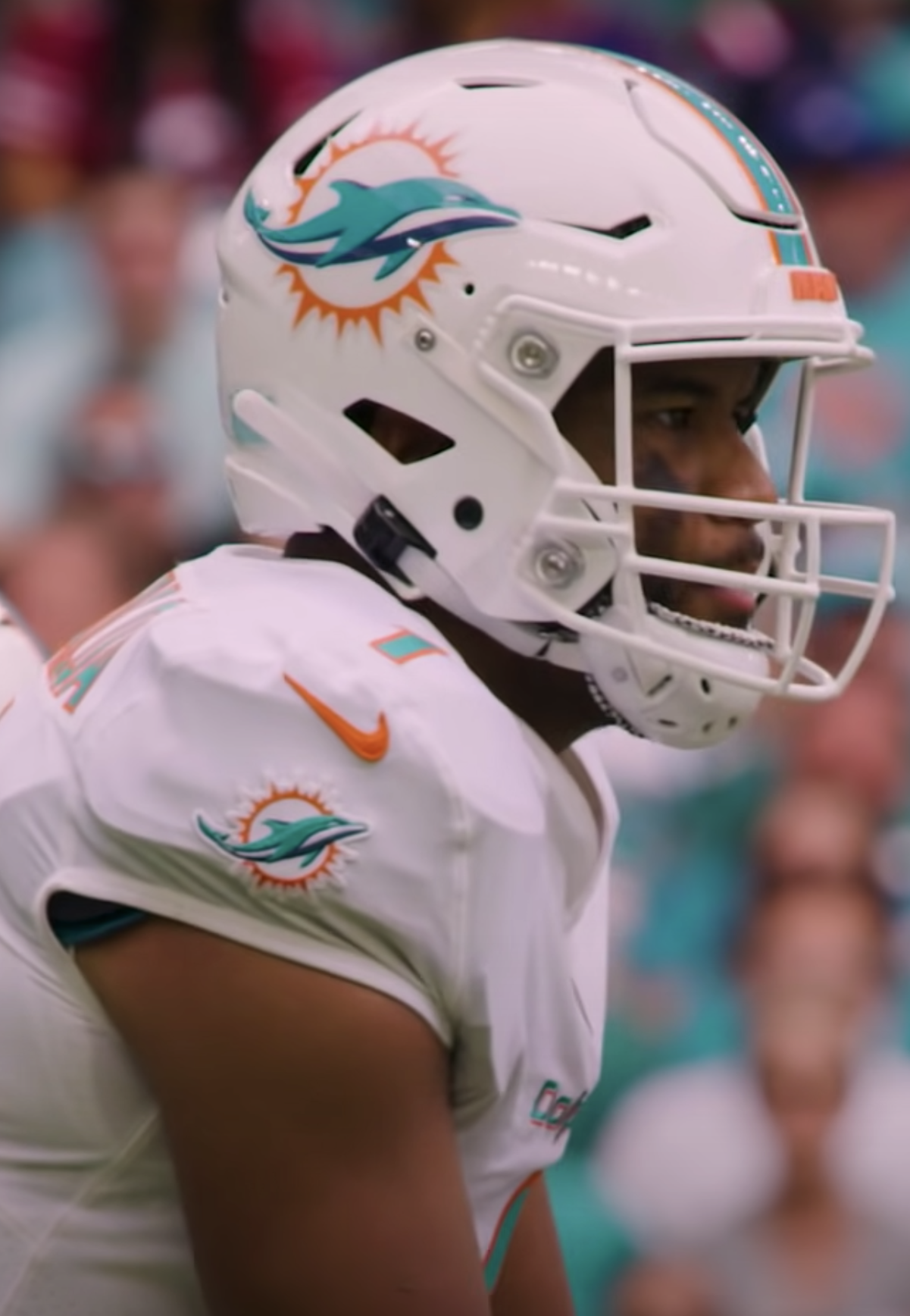
I Dolphins scelsero il quarterback da Alabama Tua Tagovailoa come quinto assoluto nel Draft 2020

### 2020
Grazie agli scambi avvenuti prima e durante la stagione 2019, i Dolphins avevano tre scelte nel Draft NFL 2020 (le numero 5, 18 e 26). Miami scelte il quarterback da Alabama Tua Tagovailoa, il tackle Austin Jackson e il cornerback Noah Igbinoghene, svincolato Josh Rosen dopo il training camp. Ryan Fitzpatrick continuò a partire come titolare all'inizio della stagione ma in seguito il ruolo passò a Tagovailoa durante la settimana 8, dopo che i Dolphins avevano iniziato la stagione con un record di 3-3. Tagovailoa mise in mostra prestazioni promettenti in 8 gare come titolare, in cui Miami ebbe un record di 6-3 in corsa per un posto nei playoff. Il cornerback Xavien Howard divenne il primo giocatore da Antonio Cromartie nel 2007 a fare registrare 10 intercetti in una stagione. Malgrado l'avere terminato con un record di 10-6, i Dolphins mancarono i playoff dopo una netta sconfitta per 56-26 contro i Buffalo Bills nell'ultimo turno.

### 2021
Malgrado alte aspettative nel 2021, Miami iniziò con un record di 1–7, perdendo sette gare consecutive dopo avere battuto i New England Patriots nel primo turno, con Tagovailoa che faticò tra infortuni e giocate inconsistenti. Tuttavia la squadra riuscì a vincere sette gare consecutive, tornando in corsa per i playoff. Nel fare ciò i Dolphins divennero la prima squadra della storia con un striscia di sette sconfitte e una di sette vittorie nella stessa stagione. Tale striscia di sette vittoria fu la loro prima dal 1985. Malgrado l'essere stati eliminati dalla caccia ai playoff dai Titans guidati da Ryan Tannehill nell'ultimo turno, i Dolphins terminarono con un bilancio di 9–8, rendendo Flores il primo allenatore a guidare la squadra a due stagioni consecutive con un record positivo da Dave Wannstedt. Ad ogni modo, il proprietario Stephen M. Ross licenziò Flores il 10 gennaio 2022 con una mossa a sorpresa, citando cattive relazioni sia con gli atleti che con la dirigenza.